# Moshi (köpinghuvudort i Kina, Hubei Sheng, lat 30,41, long 111,24)
Moshi är en köpinghuvudort i Kina. Den ligger i provinsen Hubei, i den centrala delen av landet, omkring 290 kilometer väster om provinshuvudstaden Wuhan. Antalet invånare är 29 832. Befolkningen består av 14 080 kvinnor och 15 752 män. Barn under 15 år utgör 10,0 %, vuxna 15-64 år 76 %, och äldre över 65 år 13,0 %.
Runt Moshi är det tätbefolkat, med 266 invånare per kvadratkilometer. Närmaste större samhälle är Longzhouping, 11,7 km nordväst om Moshi. I omgivningarna runt Moshi växer i huvudsak blandskog.
Genomsnittlig årsnederbörd är 1 411 millimeter. Den regnigaste månaden är maj, med i genomsnitt 211 mm nederbörd, och den torraste är december, med 16 mm nederbörd.